# 猫のニャッホ 〜ニャ・ミゼラブル〜
『猫のニャッホ 〜ニャ・ミゼラブル〜』は、ココネより配信されているスマートフォン用ゲームアプリ。2017年12月18日にiOS版が、翌2018年1月15日にAndroid版が順次サービス開始された。基本プレイ無料（アイテム課金制）。
マッチ3パズルである本作は、ご主人をなくして貧困にあえぐニャッホが、相棒のテオとともに生活を再建する様子を描いている。
ルールによるパズルゲームである。
2019年4月 - 9月には『きんだーてれび』内でテレビアニメ版が放送された。

## 登場キャラクター
ニャッホ
声 - 杉田智和
ご主人を亡くして借金を抱えている画家の猫。相棒はテオ。
仲間たちとともにビンボー画家サークル（アニメ版では貧乏画家サークル）を結成し、カフェ・モンパルナスに出入りしている。
テオ
声 - 嘉陽光
ニャッホの同居人である鼠。ニャッホの相棒。
ピカソ
声 - 板垣優稀
売れっ子の天才画家でもある猫。性格はニャッホとは正反対で、女の子が大好き。
ゴーギャン
声 - 橘諒
ビンボー画家サークルの一員の猫。自己中心的な性格で、よくニャッホとぶつかるが、切磋琢磨をしあう存在でもある。
モネ
声 - 前川綾香
ビンボー画家サークルの一員の猫。性格は食いしん坊。
ニャッホにとっては勇気づけて癒してくれる存在である。
ダリ
声 - 橘諒
ビンボー画家サークルの一員の猫。
口付近から髭を生やしておりネクタイやスーツを着用している。
ほとんど言っていることがわからないため、他者との会話が困難である。
ピカソが恐れる画家である。
キキ
声 - 相馬優
カフェ『モンパルナス』の店員。
ミステリアスで小悪魔な一面もある。
人気がありニャッホもメロメロである。
ホームズ
声 - 中村悠一
探偵の猫。助手見習いのワトソンがいる。
探偵としてはいつも的外れであり助手見習いのワトソンが解決をしている。
レオナール・フジタ
オネエっぽい画家で、女装家でもある。
シルク
声 - 橋本琉芽
移動サーカス団の一員。

## 開発
ココネは代表作である『ポケコロ』とは異なる新しい作品を求め、本作の企画を立てた。当時、ココネの竹内正憲は線がはっきりしたデザインのアプリが多いと感じており、共同作業していたデザイナーに手描きの柔らかさを感じられるグラフィックのアプリを作りたいということを伝えた。そこを起点として試行錯誤を重ねた結果、マッチ3パズルに決まり、メッセージ性の強いキャラクターとパズルを組み合わせたいという思いから、最終的には猫のキャラクターに決まった。
本作はパズルゲームとしては後発だったこともあり、キャラクターの差別化と開始直後のユーザーの心を掴むことが重要視された。
画家をモチーフとするのはデザイナー側からの提案であり、主人公のモデルにはゴッホが選ばれた。
竹内はニャッホの背景設定を暗くしたが、社内では「ご主人様（＝自分）が死亡している」という設定が辛すぎるという意見が多く寄せられた。社内では、ほのぼのと猫を見守るだけのアプリの評判が良かったものの、印象に残る導入が重要だと考えた竹内は、猛反発を押して、「ご主人様が死亡している」という設定を取り入れた。
また、プレイヤーの「ほっとけない欲」を刺激するため、ニャッホに残された屋敷の荒廃の度合いを大げさにした。
初期の登場人物はわかりやすくシンプルにという方針が立てられ、七つの大罪に当てはめる形で色欲はピカソ、食欲はモネ、怠惰はニャッホ、妬みはキキ、強欲はゴーギャンという形で設定されていき、このうちキキやピカソは長い目で見ると良さのわかるキャラクターとして作られた。
竹内はキキのキャラクター構築に苦労したと電撃オンラインとのインタビューの中で振り返っており、最終的には『ルパン三世』の峰不二子や『ONE PIECE』のナミのように、ヒロインでありながらも主人公の恋愛対象になるかならないかの女性を参考にし、良いところがあってもそれを前面には出さず、しかしながら主人公とのふれあいを通じて、親身になっていくキャラクター像にしたと話している。
竹内はデザインの気に入っているキャラクターにダリを挙げているが、口調の設定が難しかったと振り返っている。また、当初レオナール・フジタは史実に合わせてお調子者として設定されたがキャラ付けがしにくいことから、オネエキャラとして設定されたが、今度はその度合いに苦労する羽目になったと竹内は前述のインタビューの中で振り返っている。
当初、竹内は自分の飼い猫の声を録音してニャッホの声として使おうと考えていたが、リアルすぎてキャラクターとして伝わりにくいと感じた。その後、高めのかわいらしい声の声優にニャッホを演じてもらおうと考えたが、暗い設定を持つニャッホの声を当てるのはかわいそうすぎると思い、別の声優を探すこととなり、候補の一人であった杉田智和にオファーし、杉田はそれを引き受けた。
アフレコ収録にあたり、台本の代わりにキャラクターの表情と設定が用意された。竹内は杉田に猫の鳴き声のみを演じてほしいと言いつつも、アドリブを許容した。その結果、ニャッホの台詞には猫の鳴き声だけでなく、「ニャンかきた！」といった人間らしいものも含まれるようになった。
また、各キャラクターの鳴き声も差別化が図られており、たとえばダリ役はスペイン出身という設定を反映して「ニャールァ」など巻き舌気味の鳴き声となった。
ホームズは、2018年夏に流されたTVCMで知ったユーザーや戻ってきたユーザーに対してインパクトを与えるキャラクターとして設定され、杉田と親交のある中村悠一が声を当てた。
竹内は当初、中村にルパンの声を演じて貰うことを考えたが、メインストーリーに登場するのが大分先であったことから、イベントに登場するキャラクターの声を当てて貰うことにした。誰でも知っていて猫にしたら面白いキャラクターについて考える中、あるスタッフがニャッホとテオのコンビに着目し、時代設定が似ているシャーロック・ホームズとジョン・ワトソンはどうかと提案した。竹内はホームズとワトソンは画家とは関係ないと考えたものの、メインストーリーにルパンが出てくることから、ルパンを捕らえるという名目で登場させられると考え、彼らの登場を決定した。非の打ち所がないキャラクターでは面白くないことから、ホームズは「推理の出来ない」キャラクターとして設定された。シルク役の声優は、当時代々木アニメーション学院に在籍していた橋本琉芽がオーディションで選ばれた。橋本は「猫の鳴き声に表現を乗せるのに苦労した」と母校であるとのインタビューの中で振り返っている。

## 評価
「Google Play ベストオブアプリ2018」のゲームカテゴリ「キュート&カジュアル部門」で大賞を受賞。

## テレビアニメ
『猫のニャッホ』のタイトルで『きんだーてれび』内のアニメとして2019年4月3日から同年9月25日まで放送された。

### キャスト
- ニャッホ - 杉田智和[7]
- テオ - 嘉陽光[7]
- ピカソ - 板垣優稀[7]
- ダリ、ゴーキャン - 橘諒[7]
- モネ - 前川綾香[7]
- キキ - 相馬優[7]

### スタッフ
- 原作 - 『猫のニャッホ　〜ニャ・ミゼラブル〜』ココネ株式会社[7]
- 企画 - 金成勲[7]
- 企画協力 - 三木学[7]
- キャラクター原案 - 諸岡綾[7]
- プロデューサー - 竹内正憲[7]
- エグゼクティブプロデューサー - 佐野孝行[7]
- 監督 - 渡辺誠之[7]
- シナリオ - 岐部昌幸[7]
- CGディレクター - 島田洋平[7]、岩井文吾[7]
- 美術 - 中田英輔[7]
- 音楽 - 青木しんたろう[7]
- 音響監督 -
- アニメーション制作 - トムス・エンタテインメント[7]、トムス・ジーニーズ[7]
- 制作協力 - テレビ東京メディアネット[7]
- 製作 - ココネ株式会社[7]